# Adolphe Marty
Adolphe Marty, né le 29 septembre 1865 à Albi (Tarn), décédé le 28 octobre 1942 à Valence-d'Albigeois (Tarn), est un organiste, improvisateur, compositeur et pédagogue français.

## Biographie
Devenu aveugle à l'âge de 2 ans et demi, il entre à l'Institut National des Jeunes Aveugles de Paris en 1874 et y travaille l’orgue avec Louis Lebel.
De 1884 à 1886, il suit les cours de composition avec Ernest Guiraud et d’orgue avec César Franck au Conservatoire de musique et de déclamation à Paris où il obtient un Premier prix d'orgue en 1886. Il est le premier aveugle à réaliser cet exploit au conservatoire.
En 1888, il succède à Louis Lebel comme professeur d’orgue à l'Institut National des Jeunes Aveugles; il y enseigne jusqu’en 1930, notamment à Louis Vierne, Augustin Barié, Paul Allix, André Marchal, Jean Langlais et Gaston Litaize. Léonce de Saint-Martin a aussi travaillé avec lui en privé.
Organiste à Saint-Paul d’Orléans de 1887 à 1888, il devient titulaire du grand orgue Fermis de l'église Saint-François-Xavier à Paris en 1891, poste qu’il occupe jusqu’en 1941.
Il fut très lié aux facteurs d’orgue Puget dont il inaugura nombre d'instruments, comme celui de la cathédrale d’Albi, le 20 novembre 1904.

## Compositions

### Orgue
- L’Orgue triomphal, 12 pièces en deux livres  (A. Noël, Paris, 1898), dont le célèbre Carillon de Saint-Paul d’Orléans (au programme de la tournée de Vierne en Amérique du Nord en 1927).
  - 1. Entrée pour l’Assomption «Triomphez, Reine des Cieux» - 2. Marche - 3. Entrée pour Noël (noël breton varié) - 4. Fugue brève - 5. Sortie pour le jour de Pâques «Ite missa est» - 6. Le Carillon de Saint-Paul d’Orléans - 7. Marche - 8. Grand Chœur pour l’Ascension sur la prose «Solemnis haec festivitas» - 9. Sortie pour une fête patronale - 10. Pour la Fête-Dieu. Entrée ou marche de procession «Lauda Sion» - 11. Pour la fête de Noël. Sortie sur un noël ancien - 12. Fantaisie
- 10 Pièces en style libre pour grand orgue, en 2 livres (A. Noël, 1900) : 
  - 1. À ton autel, incomparable reine, Offertoire pour les fêtes de la Sainte Vierge - 2. À vos genoux l’Église se prosterne, Offertoire pour les fêtes de la Sainte Vierge – 3. Communion – 4. Nous consacrons tout à Marie, thème varié – 5. Pièce symphonique – 6. Fantaisie sur deux cantiques – 7. Andante et Fugue – 8. Thème varié – 9. Magnificat pour le jour de Noël, variations sur le cantique «Le Fils du Roi de gloire» - 10. Sion, de ta mélodie cesse les divins accords, Caprice.
- 5 Pièces pour Grand Orgue (A. Noël, Paris) : 1. Caprice - 2. Angelus du Soir (Méditation) - 3. Canzona - 4. Pastorale - 5. Marche Funèbre
- 6 Pièces pour les différentes fêtes de l’année (A. Noël, Paris)
- 6 Pièces pour orgue avec pédale ad libitum, op. 23 (Biton)
- Sonate no 1 «La Pentecôte»
- Sonate héroïque «Sainte Cécile» (1904) : I. Extase – II. Chant d’Hyménée – III. Entretien et conversion – IV. Triomphe et Apothéose. Composée pour l’inauguration de l’orgue Puget de la cathédrale Sainte-Cécile d’Albi.
- L’Art de la Pédale du Grand Orgue (Combre, Paris)
- Offertoire, Grand chœur pour la Pentecôte, in Les Maîtres contemporains de l'orgue, vol. 2, par l'abbé Joseph Joubert, 1912.

### Motets
- Regina Mundi pour ténor et orgue, violon et harpe ad lib. op. 28 (Combre)
- Tu es Petrus, No 3 du Salut, pour 4 voix d’hommes et orgue, op. 31 (Combre)
- Angeli et Pastores (Noël), pour chœur mixte, hautbois, harpe et orgue (A. Noël, 1902)

### Musique de chambre
- Fantaisie no 1 pour clarinette et piano (Leduc, Paris)

## Discographie
- Adolphe Marty, Œuvres choisies, par Marie-Thérèse Jehan, à l’orgue Cavaillé-Coll de l'église abbatiale de Saint-Sever (Landes) ; Éditions Lade EL CD 025.

## Sources et références
- Dermogloste Notes biographiques et photo; création de la Sonate héroïque Sainte Cécile à Albi.
- Musica et Memoria L’Institut national des Jeunes Aveugles et la musique par Denis Havard de la Montagne.
- France Orgue Discographie établie par Alain Cartayrade
- Orgues de France Le grand orgue de l’église Saint-François-Xavier, Paris.